# On se fout de nous
Singles de Shy'm
Et alors!
(2012) Et si
(2012)
On se fout de nous est le deuxième extrait de l'album studio Caméléon de Shy'm. Ce single qui succède au single Et alors !, sort en août 2012 sous le label Warner. La chanson est écrite par le chanteur K-Maro avec Louis Côté.
On se fout de nous a été chantée par Shy’m lors des tournées Shimi Tour de 2011 à 2013, Paradoxale Tour en 2015, Concerts Exceptionnels en 2018 et l’Agapé Tour de 2019 à 2020.

## Classement
| Classement (2012)                       | Meilleure position |
| --------------------------------------- | ------------------ |
| Belgique (Wallonie Ultratop 50 Singles) | 13                 |
| Belgique (Wallonie Ultratip 50)         | 2                  |
| France (SNEP)                           | 24                 |

## Clip

### Synopsis
Shy'm apparait dans le clip au côté du mannequin allemand Daniel Bamdad. Habillée de sous-vêtement, elle est dans une pièce entourée de miroir. Les deux personnages « se livrent à un corps à corps certes sensuel mais loin d'être très provoquant ».

### Accueil et sortie
Le clip est dévoilé fin août, mais le site de partage de vidéo YouTube restreint son accès aux utilisateurs âgés de plus de 18 ans, à la suite du signalement par des utilisateurs qui l'estiment comme « potentiellement offensante ». La maison de disque Warner Music France prend alors contact avec Youtube pour redonner les pleins droits. Après son rétablissement, le clip se voit de nouveau restreint avant d'être finalement accessible pour tous. La chanteuse a exprimé son agacement sur le réseau social Twitter. Dans un entrevue avec Le Parisien, elle explique que « ce qui [l]'a agacée c'est qu'il y a des choses bien plus sulfureuses dans des publicités ou des films à la télévision. Mais c'est vrai que je n'aurais pas assumé ce clip, où je suis en sous-vêtements avec un homme, à mes débuts ». Sur Direct Star, le clip était diffusé avec la signalétique "déconseillé aux moins de 10 ans" en septembre 2012.
Avec la sortie du clip On se fout de nous, l'image de la chanteuse évolue. Le site musical Charts in France qualifie le clip de « torride », où elle apparaît dénudée dans de la lingerie de la marque Triumph.